# Étienne Gilson
Étienne Henry Gilson (* 13. Juni 1884 in Paris; † 19. September 1978 in Auxerre, Département Yonne) war ein französischer Philosophiehistoriker und christlicher Philosoph. Er gilt als einer der führenden Erforscher der europäischen Philosophie des Mittelalters. Der Neuthomist lehrte u. a. an der École pratique des hautes études, der Sorbonne, dem Collège de France, der Harvard University und der University of Toronto.

## Herkunft
Étienne Henri Gilson wird als drittes von fünf Kindern geboren. Seine Eltern waren die Eheleute Paul Anthelme Gilson (geb. 1838 in Melun, Département Seine-et-Marne) und Caroline Juliette Rainaud (geb. 1851 in Cravant, Département Yonne) den 13. Juni 1884 in Paris, arrondissement du Palais Bourbon (Nr. 7). Sein Vater war dort Strumpfwarenhändler (marchand bonnetier).

## Leben
Nach der Grundschule Sainte-Clotilde der Laienbruderschaft der Brüder der christlichen Schulen (Lasallianer) besuchte Gilson von 1895 bis 1902 das „Kleine Seminar“ von Notre-Dame-des-Champs im 6. Arrondissement. Dort erhielt er Unterricht in klassischen, rhetorischen, literarischen, musischen und religiösen Studien. Danach besuchte er für ein Jahr die Philosophieklasse des Lycée Henri IV und parallel dazu Vorlesungen von Henri Bergson am Collège de France. Bergson bedeutete für Gilson „eine Offenbarung. Zum ersten Mal begegnete er einem großen Metaphysiker“. 1903 legte er das Baccalauréat mit geisteswissenschaftlichem Profil ab.
Nach Ableistung des obligaten Militärdienstes bei einer Infanterieeinheit in der Normandie, nahm Gilson 1904 ein ordentliches Studium der Philosophie an der Universität von Paris (Sorbonne) auf. Seine Lehrer waren Lucien Lévy-Bruhl (1857–1939), Émile Durkheim (1858–1917), Frédéric Rauh (1861–1909), Victor Delbos (1862–1916), Léon Brunschvicg (1869–1944) und Marcel Mauss (1872–1950). Noch im ersten Studienjahr an der Universität bestand er die Licence, 1906 schloss er das Studium mit dem Diplôme d’études supérieures ab. Seine Abschlussarbeit über Descartes und die Scholastik wurde von Lucien Lévy-Bruhl betreut, ebenso seine Qualifikationsschrift für die Agrégation (Lehrbefugnis für höhere Schulen) in Philosophie, die er 1907 erhielt. Anschließend lehrte er jeweils für ein bis zwei Jahre an Lycées in Bourg-en-Bresse, Rochefort-sur-Mer, Tours, Saint-Quentin und Angers. Mit einer Arbeit über die Cartesianische Lehre von der Freiheit und der Theologie erlangte Gilson 1913 das doctorat d’Etat.
Gilson war 1913/1914 Maître de conférences (Dozent) für Philosophie an der Universität Lille. Nach Kriegsteilnahme und Gefangenschaft wurde er 1919 als Professor für Geschichte der Philosophie an die Universität Straßburg berufen. Als Nachfolger des verstorbenen François Picavet wurde Gilson 1921 zum directeur d'études für Doktrinen- und Dogmengeschichte an der religionswissenschaftlichen Sektion der École pratique des hautes études ernannt. Parallel vertrat er den durch Picavets Tod vakanten Lehrstuhl für Philosophiegeschichte des Mittelalters an der geisteswissenschaftlichen Fakultät der Sorbonne, bevor er 1927 selbst zum ordentlichen Professor ernannt wurde.
Für eine Gastprofessur an der University of Virginia reiste Gilson 1926 erstmals in die USA. Von 1927 bis 1930 hatte er eine Professur an der Harvard University, wo er jeweils für mehrere Monate pro Jahr lehrte. Ab 1929 war er wissenschaftlicher Direktor des neugegründeten Pontifical Institute of Mediaeval Studies an der University of Toronto, wo er bis 1939 und wieder ab 1946 jeweils drei Monate im Jahr unterrichtete. Ab 1932 war er Professor am Collège de France in Paris, wo er bis 1951 den Lehrstuhl für Philosophiegeschichte des Mittelalters bekleidete. Den Lehrstuhl an der Sorbonne gab er dafür auf, blieb ihr aber als  Honorarprofessor verbunden.
Gilson wurde 1927 in die British Academy und 1929 in die American Academy of Arts and Sciences gewählt. Die Königlich Niederländische Akademie der Wissenschaften (KNAW) nahm ihn 1936 als auswärtiges Mitglied auf. Seit 1946 war er Mitglied der Académie française und seit 1948 der American Philosophical Society. Die Königliche Akademie der Wissenschaften und Schönen Künste von Belgien nahm ihn 1958 als assoziiertes Mitglied auf.
Den Begriff Scholastik lehnte Gilson als Überschrift für die mittelalterliche Philosophie ab, da diese wegen ihrer Vielfalt unter keiner inhaltlichen Klammer zu fassen sei. Die einzige Gemeinsamkeit erkannte er in ihrer Rückgebundenheit an die Offenbarung (das heißt Erkenntnis über die natürliche Vernunft hinaus durch Mitteilung Gottes in Bibel und Tradition) und bezeichnete sie daher als „Christliche Philosophie“. Die Auseinandersetzung mit der Philosophiegeschichte war dabei schon Philosophie, da diese Auseinandersetzung das eigene Denken schon immer mit einbezieht und zumindest ein Urteil versucht. Sein neben dem historischen auch systematisches Interesse an der Philosophie erkennt man besonders in L’esprit de la philosophie mèdiévale.
Gilson gehört zu den bekanntesten Vertretern des Neuthomismus, der vom philosophischen Ansatzpunkt des Thomas von Aquin her die modernen Fragestellungen zu beantworten bzw. die modernen Antworten zurückzuweisen suchte.

## Schriften (Auswahl)
- Index scolastico-cartésien. Paris 1913. Petite thèse pour le doctorat présentée à la Faculté des Lettres de l’Université de Paris.
- La liberté chez Descartes et la théologie. Paris 1913. Sous le titre: La doctrine cartésienne de la liberté et la théologie. En tant que Grande thèse pour le doctorat présentée à la Faculté des Lettres de l’Université de Paris.
- Le thomisme. Introduction au système de Saint Thomas d’Aquin. Strasbourg 1921.
- La philosophie au moyen âge. 2 vol. Paris 1922. Vol. 1: De Scot Érigène à Saint Bonaventure. Vol. 2: De Saint Thomas d’Aquin à Guillaume d’Occam.
- La philosophie de Saint Bonaventure. Paris 1924.
- Introduction à l’étude de Saint Augustin. Paris 1929.
- Études sur le rôle de la pensée médiévale dans la formation du système cartésien. Paris 1930.
- L’esprit de la philosophie médiévale. Gifford lectures. 2 Vol. Paris 1932.
- Les idées et les lettres. Paris 1932.
- Pour un ordre catholique. Paris 1934.
- La théologie mystique de Saint Bernard. Paris 1934. Dt. Übersetzung: Die Mystik des heiligen Bernhard von Clairvaux. Übersetzt von Philotheus Böhner, Fischer, Wittlich 1936 (Digitalisat).
- Christianisme et philosophie. Paris 1936.
- Le réalisme méthodique. Paris 1936.
- The unity of philosophical experience. New York 1937.
- Héloise et Abélard. Paris 1938.
- Reason and revelation in the Middle Ages. The Richards lecture in the University of Virginia. New York 1938.
- Dante et la philosophie. Paris 1939.
- Réalisme thomiste et critique de la connaissance. Paris 1939.
- La philosophie au moyen âge. Des origines patristique à la fin du XIVe siècle. Deuxième édition, revue et augmentée. Paris 1944.
- Le thomisme. Introduction à la philosophie de Saint Thomas d’Aquin. Cinquième édition, revue et augmentée. Paris 1944.
- L’être et l’essence. Paris 1948.
- Being and some philosophers. Toronto 1949.
- L’école des muses. Paris 1951.
- Jean Duns Scot. Introduction à ses positions fondamentales. Paris 1952.
- Les métamorphoses de la cité de Dieu. Louvain 1952.
- History of christian philosophy in the Middle Ages. New York 1955.
- The christian philosophy of St. Thomas Aquinas. With a catalogue of St. Thomas’ works by I. T. Eschmann. Transl. by Laurence K. Shook. New York 1956.
- Painting and reality. New York 1957.
- Peinture et réalité. Paris 1958.
- Elements of christian philosophy. Garden City 1960.
- Introduction à la philosophie chrétienne. Paris 1960.
- Le philosophe et la théologie. Paris 1960.
- Introduction aux arts du beau. Paris 1963.
- Modern philosophy. Descartes to Kant. By Étienne Gilson and Thomas Langan. New York 1963.
- Matières et formes. Poiëtiques particulières des arts majeurs. Paris 1964.
- Recent philosophy. From Hegel to the present. By Étienne Gilson, Thomas Langan, and Armand Maurer. New York 1966.
- La société de masse et sa culture. Paris 1967.
- Les tribulations de Sophie. Paris 1967.
- Linguistique et philosophie. Essai sur les constantes philosophiques du langage. Paris 1969.
- D’Aristote à Darwin et retour. Essai sur quelques constantes de la biophilosophie. Paris 1971.
- Dante et Béatrice. Études dantesques. Paris 1974.
- L’athéisme difficile. Préface de Henri Gouhier. Paris 1979.
- Constantes philosophiques de l’être. Avant-propos de Jean-François Courtine. Paris 1983.